# 카르멘 & 롤라
카르멘 & 롤라(Carmen y Lola, Carmen & Lola)는 스페인에서 제작된 아란트자 이케베리아 감독의 2018년 드라마, 멜로/로맨스 영화이다. 로지 로드리게즈 등이 주연으로 출연하였다.

## 출연

### 주연
- 로지 로드리게즈
- 자이라 로메로
- 모레노 보르하

### 조연
- 캐롤라이나 유스테